# Magnisové
Magnisové, též Magniové (původně italsky (de) Magni, německy (von) Magnis) je někdejší šlechtický rod původem z Lombardie, usazený a působící v Čechách a na Moravě, ve Slezsku a Rakouském císařství. Roku 1622 byli povýšeni do panského stavu a 2. června 1637 jim byl udělen říšský hraběcí titul. Skrze vlastnictví panství v Kladském hrabství byli od roku 1780 součástí také pruské šlechty.

## Dějiny rodu

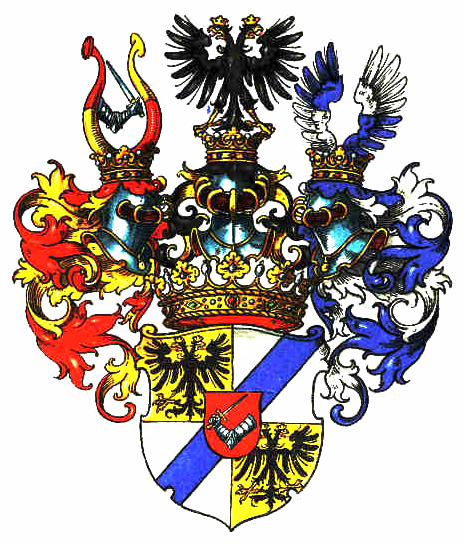
Erb hrabat z Magnis

Počátky rodu sahají k osobě Séra Gaspare (Parolo) Magni činného v Luragu u Komského jezera. Jeho vnuk Sér Gaspare (Gabbaglio) Magni se roku 1445 usadil v Comu. Díky úspěšné obchodnické činnosti v Comu a Miláně se někteří členové rodu společensky vyšvihli a vstoupili do rakouských císařských služeb. U císařského dvora dosáhli vysokých úřadů a získali panství na Moravě a v Kladském hrabství.

## Panství v Čechách
- 1622–1629 Žleby

## Panství na Moravě
- 1624–1630 Moravec a okolní panství Mitrov, Rožná, Meziboří, Bukov a Jabloňov.
- 1628–1945 Strážnice
- 1683–1863 Přestavlky u Přerova
- 1795–1917 Přerov a Želatovice
- 1917–1945 zámek Bzenec

## Panství vKladském hrabství
- 1780–1945 Vambeřice (Albendorf)
- 1791–1945 Božkov (Eckersdorf)

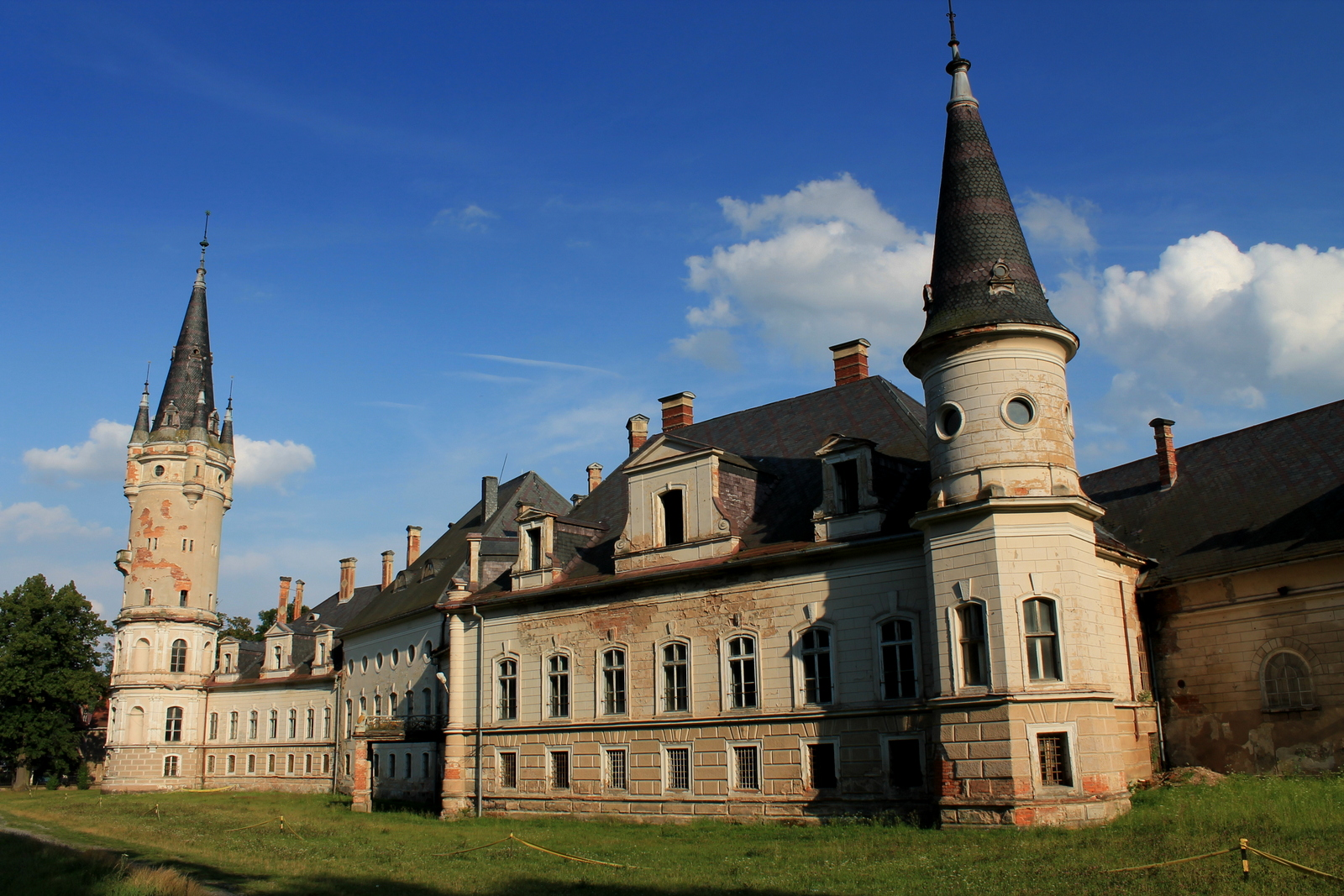
Rezidence rodu Magnisů v kladském Božkově

- 1793–1945 Kladské Oldřichovice (Ullersdorf)
- 1821–1945 Nová Ruda (Neurode)
- Další panství se nacházela ve Vojeboři (Gabersdorf), Střední Stinavce (Mittelsteine), Gorzuchówě (Möhlten), Mlynově (Mühldorf), Dolní Stinavce (Niedersteine), Červenčicích (Rothwaltersdorf), Schwenzi, Raškově (Seifersdorf), Voliboři (Volpersdorf) a Loučné (Wiesau).

## Osobnosti rodu

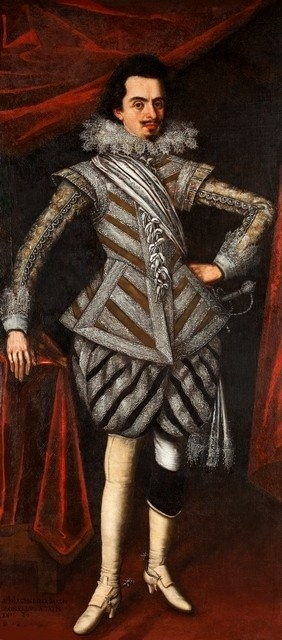
Portrét Františka z Magni z roku 1622 (snad od Bartholomäa Strobela)

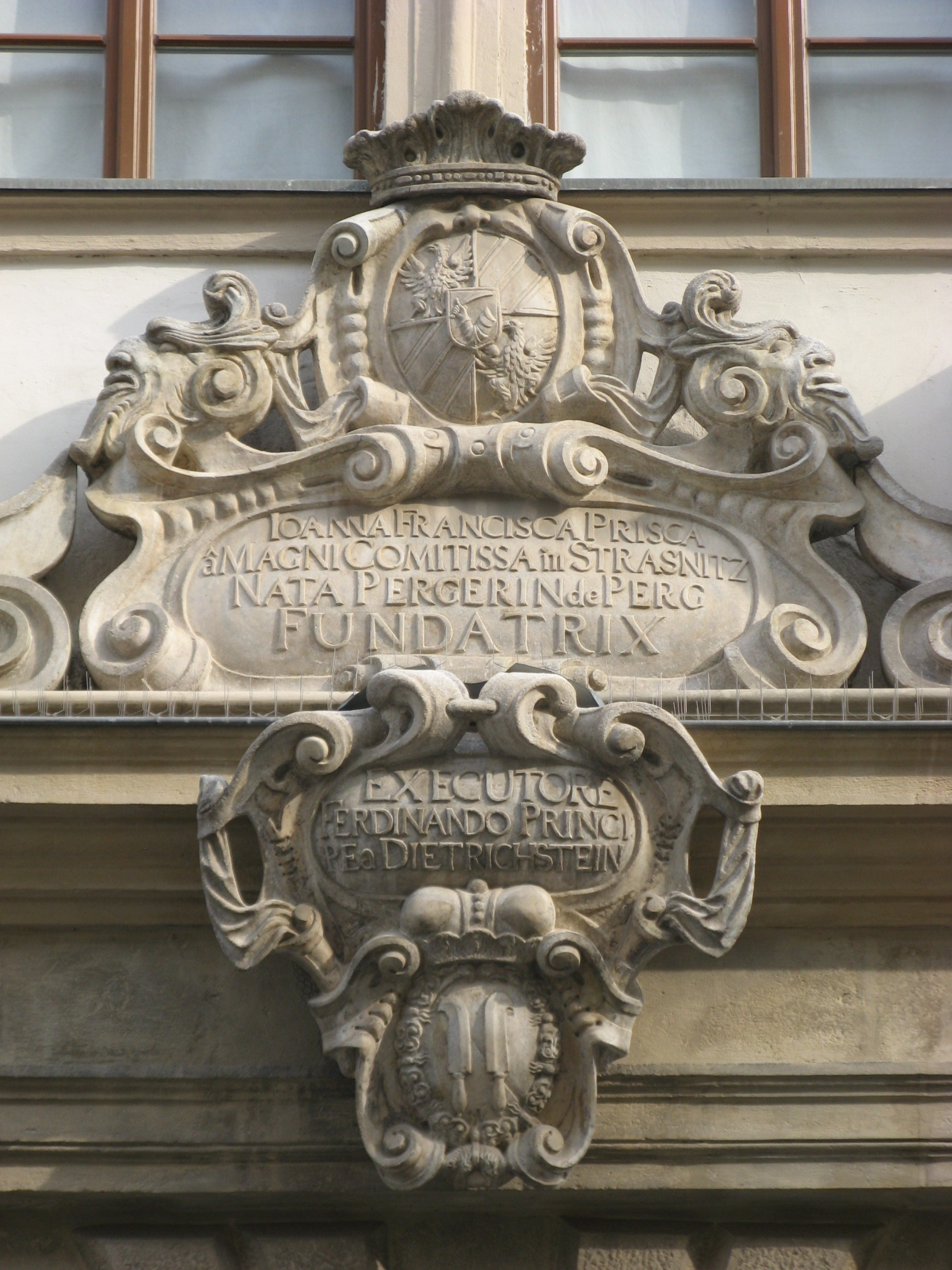
Erb a jméno hraběnky Johany Františky Magnisové, fundátorky brněnského Paláce šlechtičen v horní části kartuše na portálu budovy. Dole je knížecí erb kardinála Ditrichštejna.

- Giovanni Battista Magni († 1562), obchodník v Comu
- Costantino Magni (1527–1606), obchodník v Comu, roku 1563 přišel do Milána, působil ve Vídni jako císařský tajný rada, po roce 1588 v Praze
- Giovanni Pietro Magni (1555–1618), císařský osobní lékař
- Jana Františka Priska z Magnis – roku 1654 založila Ústav Obětování Panny Marie, pozdější Palác šlechtičen v Brně[2]
- Valerián z Magnis (1586–1661), provinciál der rakousko-české řádové provincie řádu kapucínů, císařský diplomat
- František hrabě Strážnický, svobodný pán z Magnis (1598 – 6. prosince 1652), moravský generálporučík a polní maršál, zemský hejtman Opolsko-ratibořského knížectví v letech 1646 až 1649, poté nejvyšší zemský sudí na Moravě, na panství Strážnice na Moravě. Jeho manželka Johana Františka, rozená Pergová, založila školu mladých šlechtičen v Brně
- Maxmilián Filip z Magnis (1685–1738) na Strážnici a Přestavlkách
- František Jan z Magnis (1727–1757) majitel panství Strážnice. Oženil se s Marií Františkou z Götzenu (1721–1780), dcerou říšského hraběte František Antonín z Götzenu (1693–1738). Ta se jako vdova podruhé vdala za uherského hraběte Nyáryho na Subotici.[3]
- Antonín Alexandr z Magnis (1751–1817) na Přestavlcích, po své matce Marii Františce, roz. z Götzenu, zdědil po její smrti roku 1780 panství v Božkově (Eckersdorfu)
- František z Magnis (1773–1848), milovník umění
- Antonín z Magnis (1786–1861), majitel panství a hospodář
- Vilém z Magnis (1787–1851), majitel panství a hospodář
- Antonín František z Magnis (1862–1944), průmyslník, jako poslanec za Deutsche Zentrumspartei člen říšského sněmu a Panské sněmovny Pruského království
- Ferdinand hrabě z Magnis (1905–1996)
- Gabriela z Magnis (1896–1976), pečovatelka se zvláštním pověřením vratislavského biskupa Adolfa kardinála Bertrama pro péči o "neárijské" katolíky z Horního Slezska
- Franz Magnis-Suseno (* 1936 jako František hrabě z Magnis), jezuita, rektor vysoké školy filosofické v Jakartě v Indonésii
- Antonín hrabě z Magnis (1943–1999), ekonom, lesní hospodář, ředitel Sdružení hesenských podnikatelů (Vereinigung hessischer Unternehmerverbände)

## Erb
- Prostý Rodový erb má stříbrné šikmé břevno v modrém poli. Na přilbě s modro-stříbrným krytím otevřeným, modře a stříbrně děleným křídlem.[4]

## Pohřebiště

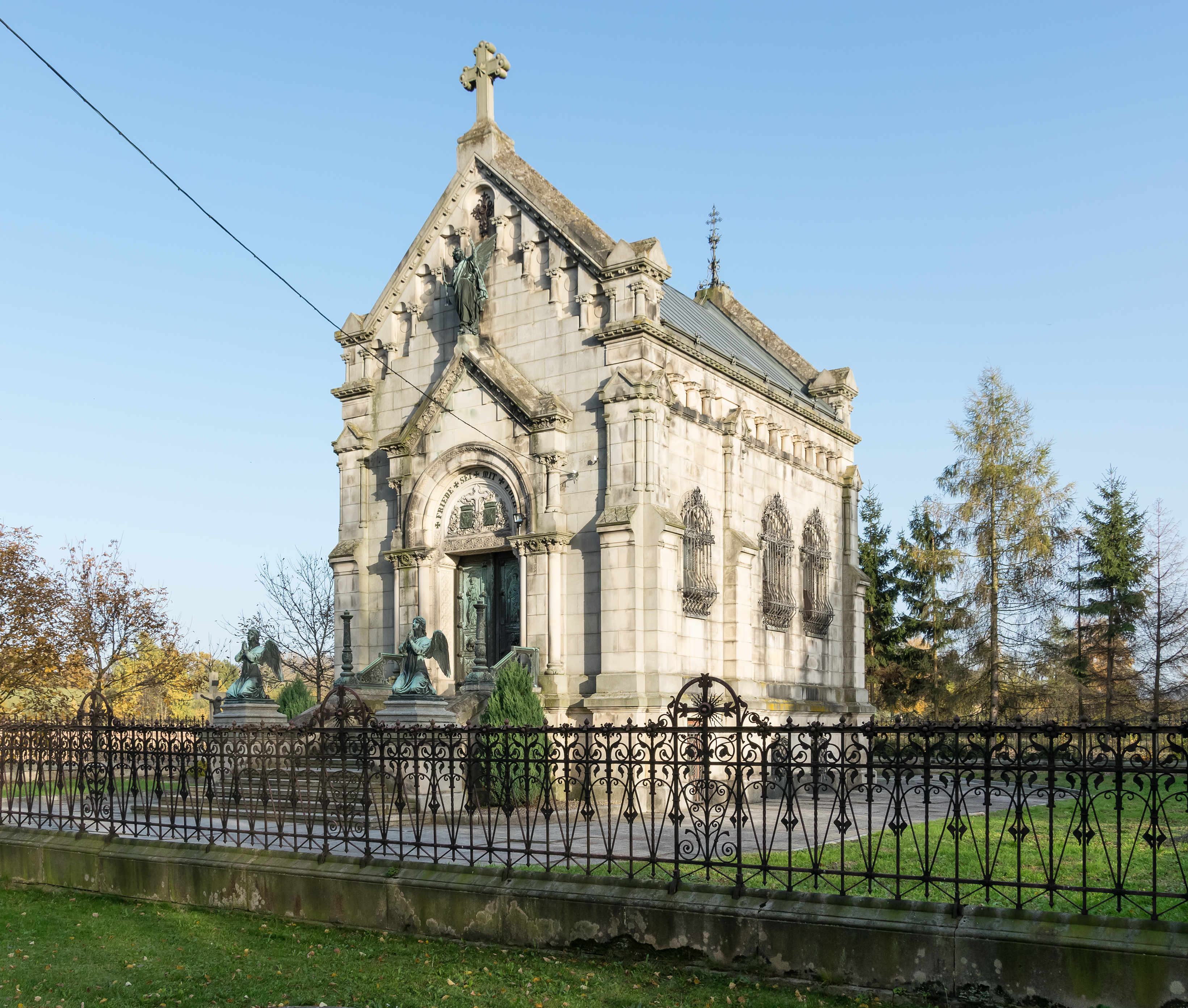
Mauzoleum v Kladských Oldřichovicích

- Mauzoleum Magnisů v Kladských Oldřichovicích – novorománská hrobka z roku 1889